# Never Close Our Eyes
«Never Close Our Eyes» —español: «Nunca cerraremos nuestros ojos»—es una canción de cantante estadounidense Adam Lambert de su segundo álbum de estudio, Trespassing.  La canción fue lanzada como segundo sencillo del álbum el 17 de abril de 2012. Fue escrito por Bruno Mars, Philip Lawrence, Ari Levine, Dr. Luke, y Cirkut, y fue producido por estos dos últimos y The Smeezingtons. La canción fue recibido con críticas entusiastas en su mayor parte, como los críticos alabaron la canción por ser una oferta mucho mejor que el anterior sencillo "Better Than I Know Myself".

## Lista de canciones
- Digital download[3]

1. "Never Close Our Eyes" – 4:08

- Remixes

1. "Never Close Our Eyes" (Almighty Remix Radio) – 3:57
2. "Never Close Our Eyes" (Almighty Remix Club) – 6:34
3. "Never Close Our Eyes" (Almighty Remix Dub) – 6:34
4. "Never Close Our Eyes" (Digital Dog Remix Radio) – 4:25
5. "Never Close Our Eyes" (Digital Dog Remix Club) – 7:41
6. "Never Close Our Eyes" (Digital Dog Remix Dub) – 5:34
7. "Never Close Our Eyes" (Sunship Remix Radio) – 3:13
8. "Never Close Our Eyes" (Sunship Remix Extended) – 4:57
9. "Never Close Our Eyes" (Sunship Remix Dub) – 5:12

## Charts
| Chart (2012)                                | Más alta posición |
| ------------------------------------------- | ----------------- |
| Austria (Ö3 Austria Top 40)                 | 56                |
| Bélgica (Flandes) (Ultratip Bubbling Under) | 14                |
| Canada (Canadian Hot 100)                   | 62                |
| Finnish Download Chart                      | 11                |
| Hungría (Rádiós Top 40)                     | 31                |
| Japan (Japan Hot 100)                       | 9                 |
| New Zealand (RIANZ)                         | 24                |
| Reino Unido (UK Singles Chart)              | 17                |
| US Hot Dance Club Songs (Billboard)         | 6                 |
| US Adult Pop Songs (Billboard)              | 35                |

## Historial de Lanzamiento
| País           | Fecha               | Formato                  | Discográfica               |
| -------------- | ------------------- | ------------------------ | -------------------------- |
| Estados Unidos | 17 de abril de 2012 | Digital download         | 19 Recordings, RCA Records |
| Finlandia      | 14 de abril de 2012 | Digital download         | 19 Recordings, RCA Records |
| Estados Unidos | 29 de mayo de 2012  | Mainstream radio airplay | 19 Recordings, RCA Records |
| Alemania       | 8 de junio de 2012  | Sencillo en CD           | 19 Recordings, RCA Records |
| Reino Unido    | 24 de junio de 2012 | Digital download         | 19 Recordings, RCA Records |